# Qazaqstan Kubogy 2001
La Qazaqstan Kubogy 2001 è stata la 10ª edizione della Coppa del Kazakistan. Il torneo è iniziato il 5 maggio 2001 e si è concluso il 17 novembre successivo.

## Primo turno
| Squadra 1                 | Totale | Squadra 2 | Andata | Ritorno |
| ------------------------- | ------ | --------- | ------ | ------- |
| 5 aprile / 13 aprile 2001 |        |           |        |         |
| Aqtóbe-Lento              | 1 - 3  | Atyrau    | 1 - 1  | 0 - 2   |

## Ottavi di finale
| Squadra 1                  | Totale | Squadra 2         | Andata | Ritorno |
| -------------------------- | ------ | ----------------- | ------ | ------- |
| 28 aprile / 26 maggio 2001 |        |                   |        |         |
| Jeñis                      | 2 - 1  | Shahter Qaraǵandy | 1 - 1  | 1 - 0   |
| Ekibastuz                  | 1 - 3  | Esil Kókshetaý    | 1 - 0  | 0 - 3   |
| Tobyl                      | 4 - 3  | Elimaı            | 3 - 0  | 1 - 3   |
| Dostyq                     | 4 - 6  | Esil-Bogatyrʹ     | 3 - 0  | 1 - 6   |
| Jetisý                     | -      | Ertis             | n.d.   | n.d.    |
| Taraz                      | 1 - 3  | Qairat            | 1 - 2  | 0 - 1   |
| Qaisar                     | 4 - 2  | Mańǵystaý         | 3 - 0  | 1 - 2   |
| Vostok Óskemen             | 1 - 3  | Atyrau            | 1 - 1  | 0 - 2   |

## Quarti di finale
| Squadra 1                     | Totale | Squadra 2      | Andata | Ritorno |
| ----------------------------- | ------ | -------------- | ------ | ------- |
| 27 ottobre / 1º novembre 2001 |        |                |        |         |
| Jeñis                         | 4 - 3  | Esil Kókshetaý | 3 - 1  | 1 - 2   |
| Tobyl                         | 5 - 3  | Esil-Bogatyrʹ  | 3 - 1  | 2 - 2   |
| Ertis                         | 1 - 2  | Qairat         | 0 - 0  | 1 - 2   |
| Qaisar                        | 1 - 5  | Atyrau         | 1 - 1  | 0 - 4   |

## Semifinali
| Squadra 1                     | Totale | Squadra 2 | Andata | Ritorno |
| ----------------------------- | ------ | --------- | ------ | ------- |
| 6 novembre / 11 novembre 2001 |        |           |        |         |
| Jeñis                         | 4 - 1  | Tobyl     | 3 - 1  | 1 - 0   |
| Qairat                        | 2 - 0  | Atyrau    | 1 - 0  | 1 - 0   |

## Finale
| Arbitro: | Borïsov (Semipalatinsk) |

|                                           |           |             |
| Älïev 45’ (rig.) Beleşev 53’ Agabayev 73’ | Marcatori | 31’ Aksenov |